# Hellenic Imperial Airways

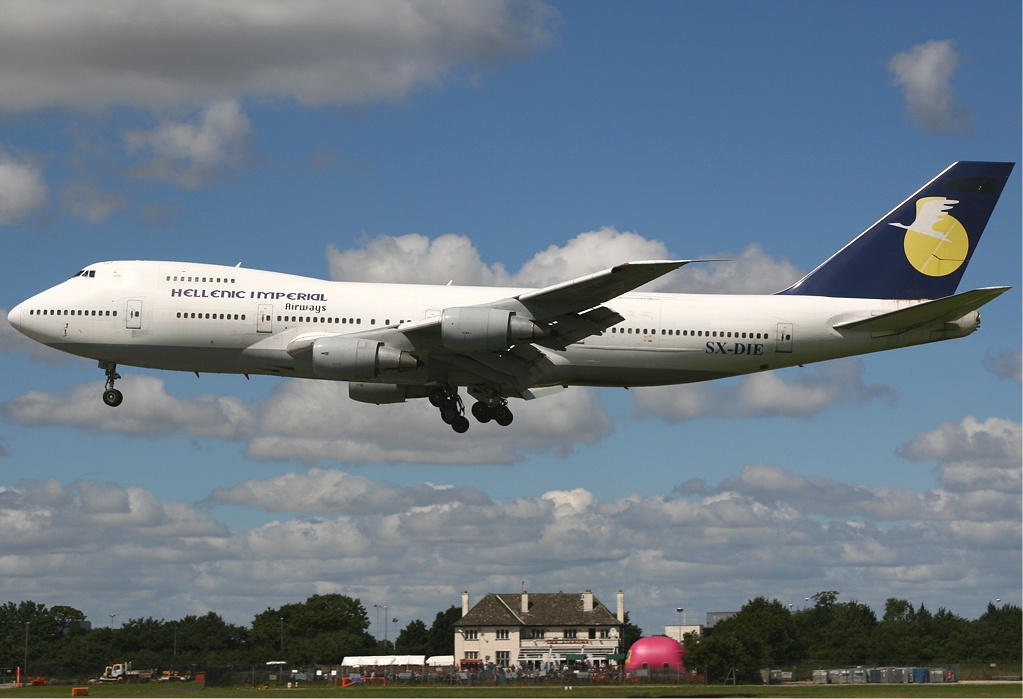
Boeing 747-200 авіакомпанії Hellenic Imperial Airways в манчестерському аеропорту

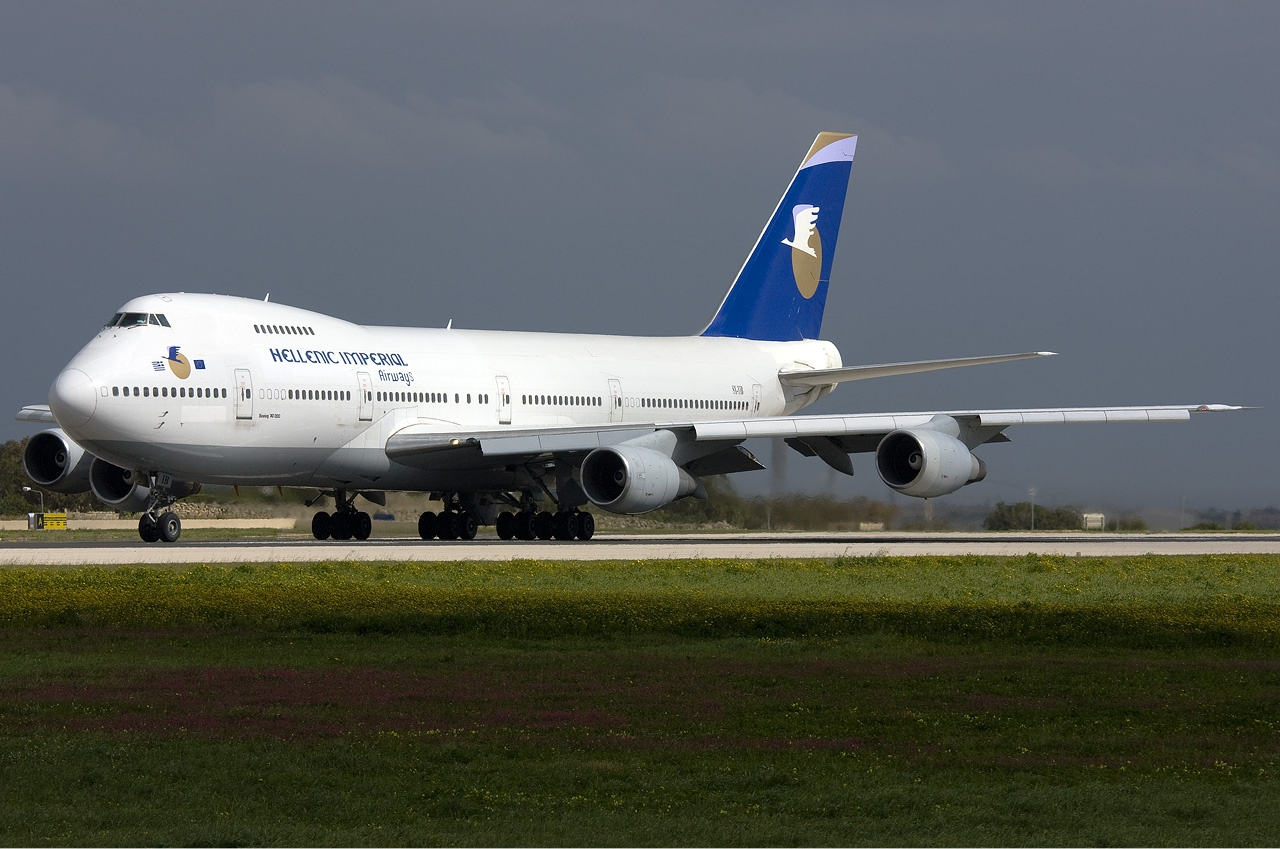
Boeing 747-200 авіакомпанії Hellenic Imperial Airways (реєстраційний SX-TIB) в міжнародному аеропорту Мальти Лука

Hellenic Imperial Airways — колишня грецька авіакомпанія зі штаб-квартирою в Еллініконі (Південні Афіни), здійснює регулярні та чартерні пасажирські перевезення по аеропортах країни. В 2012 році авіакомпанія призупинила свою роботу.

## Історія
Авіакомпанія Hellenic Imperial Airways була заснована в травні 2006 року колективом професійних пілотів як невеликий чартерний перевізник на внутрішніх напрямках.
30 травня 2009 року компанія відкрила свій перший регулярний маршрут Бірмінгем — Афіни — Джидда, однак згодом польоти за маршрутом були припинені до появи у флоті перевізника широкофюзеляжних літаків.
У квітня 2010 року Hellenic Imperial Airways анонсувала свій новий вебсайт в рамках великої рекламної кампанії про власні послуги. Сайт надає можливість онлайн-бронювання авіаквитків, транслює новинну інформацію про діяльність авіакомпанії і про наданий нею сервісі.
На початку травня 2010 року керівництво Hellenic Imperial Airways оголосила про відкриття з 8 червня регулярного рейсу в Міжнародний аеропорт імені О. Р. Тамбо в Йоганнесбурзі, який заповнював потреба на місцевому ринку авіапослуг, що утворилася після припинення аналогічного рейсу у вересні минулого року інший грецької авіакомпанії Olympic Airlines.
Під час громадянської війни в Лівії Hellenic Imperial Airways брала участь в евакуації іноземних громадян з країни, виконуючи рейси з Триполі в Іракліон і далі безпосередньо в Бангкок, Шанхай, Пекін і Ханой. У цей період компанія вивезла з Лівії через Грецію близько трьох тисяч китайських підданих.
24 липня 2010 року авіакомпанія відкрила регулярний безпосадочний рейс з Афін в нью-йоркський міжнародний аеропорт імені Джона Кеннеді на літаку Boeing 747-200B. На вересень 2013 року авіакомпанія рейси не виконує[джерело?].

## Перспективи
Згідно із заявами керівництва Hellenic Imperial Airways авіакомпанія має амбітні стратегічні плани по оснащенню власного флоту новими літаками, істотного збільшення маршрутної мережі регулярних перевезень з відкриттям у 2012 році безпосадкових рейсів в аеропорти Сполучених Штатів Америки, Йоганнесбург, Дамаск, Бухарест, Дубай, Касабланку, Джідду, Лондон і Париж, а через деякий час — додатково у Сідней, Мельбурн, Токіо і Пекін.
У грудні 2009 року Управління цивільної авіації країни перерозподілив права на регулярні рейси з міжнародного аеропорту Афін у міжнародний аеропорт Дубай, міжнародний аеропорт імені О. Р. Тамбо і міжнародний аеропорт Бейрута імені Рафіка Харірі, затверджені в рамках положень Європейського союзу, на користь авіакомпанії Hellenic Imperial Airways.
У травні 2010 року Міністерство транспорту США затвердив заявку Hellenic Imperial Airways на видачу дозволу на виконання регулярних і чартерних пасажирських перевезень з Греції в США, в рамках якої авіакомпанія відкрила безпосадочний маршрут Афіни—Нью-Йорк (міжнародний аеропорт імені Джона Кеннеді).
5 січня 2011 року після зупинки польотів у Йоганнесбург Hellenic Imperial Airways анонсувала на власному вебсайті плани відкриття з травня-червня 2011 року безпосадкових рейсів до Нью-Йорка, Чикаго, Монреаль і Торонто, а також заявила про переговори, що ведуться по запуску далекомагістрального маршруту в Мельбурн і інші маршрути міжнародних напрямків.
19 лютого 2011 року Hellenic Imperial Airways представила плановану маршрутна мережа міжнародних перевезень, яка охоплювала Бахрейн, Бейрут, Касабланку, Дакар, Дубай, Ісламабад, Джідду, Кувейт, Лахор, Монреаль, Нью-Йорка і Торонто. У країнах Євросоюзу компанія планувала вийти на ринки Бірмінгема, Бухареста, Лісабона, Ліона, Марселя, Стокгольма і Салоніків.
З 9 травня 2011 року вебсайт авіакомпанії почав надавати послуги з онлайн бронювання авіаквитків, в тому числі і на рейси в Нью-Йорк, які з 24 червня того ж року почали виконуватися чотири рази на тиждень. Джерела повідомляли про проблеми з постачанням компанії широкофюзеляжних лайнерів Airbus A340-300, тому до жовтня місяця 2011 року даний маршрут продовжував обслуговуватися літаками Boeing 747-200.
У 2012 році авіакомпанія призупинила свою роботу.

## Маршрутна мережа
У травні 2010 року маршрутна мережа міжнародних перевезень авіакомпанії Hellenic Imperial Airways охоплювала наступні пункти призначення:
- Греція
  - Афіни — Міжнародний аеропорт Афіни хаб
- ПАР
  - Йоганнесбург — Міжнародний аеропорт імені О. Р. Тамбо [resumes 21 October][16]
- США
  - Нью-Йорк — Міжнародний аеропорт імені Джона Кеннеді

### Скасовані рейси
- Марокко — Касабланка
- Саудівська Аравія — Джидда
- Велика Британія — Бірмінгем, Лондон

## Флот

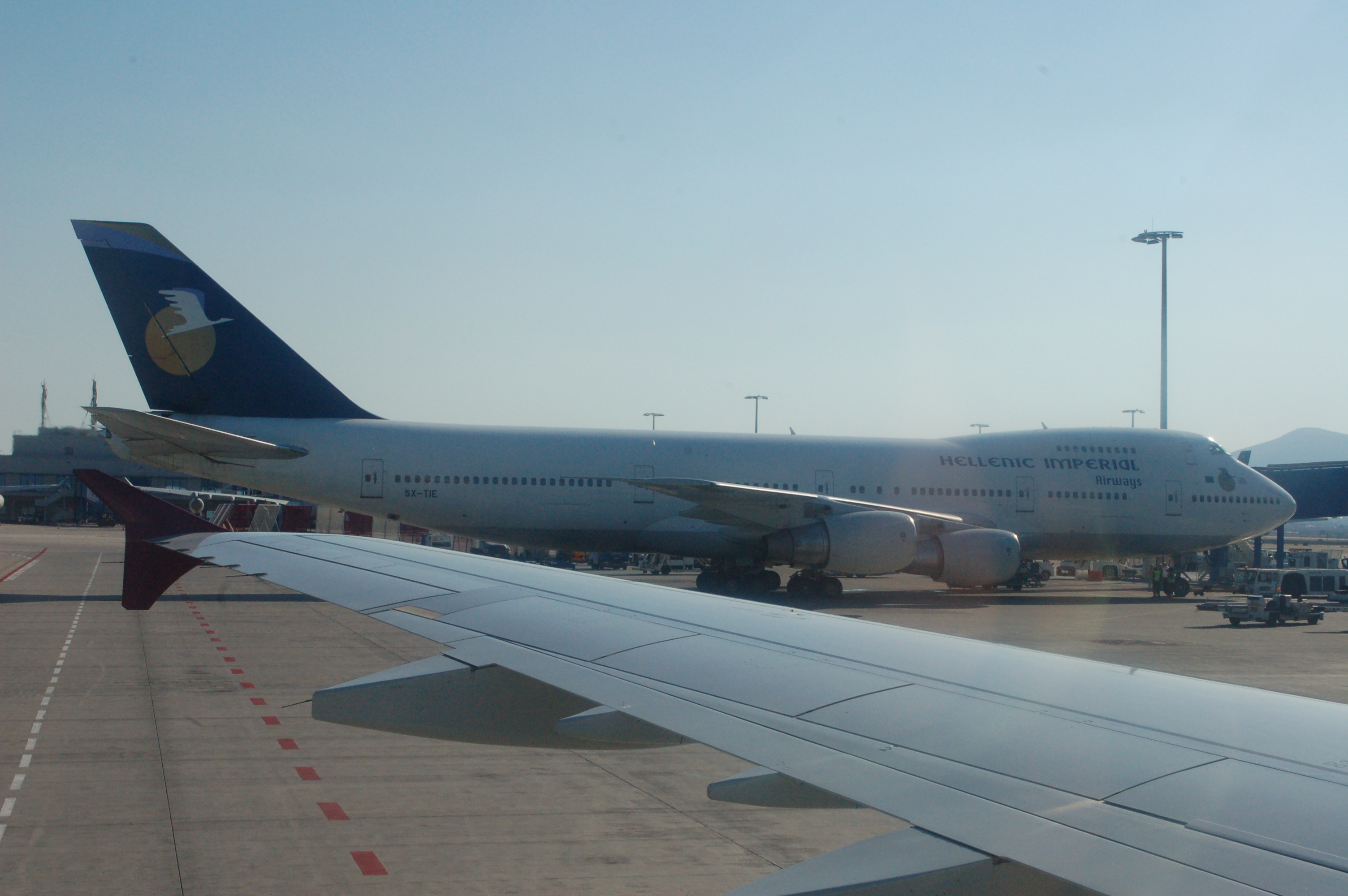
747-200 авіакомпанії Hellenic Imperial Airways міжнародному аеропорту Афіни

Станом на вересень 2013 року[джерело?] повітряний флот авіакомпанії Hellenic Imperial Airways складався з таких літаків:
Авіакомпанія веде переговори з концерном Airbus про придбання декількох широкофюзеляжних літаків Airbus A340 для виконання безпосадкових рейсів в США, Торонто, Монреаль, Бангкок, Мельбурн, і про купівлю лайнерів Airbus A321 для роботи на ближньо — і середньомагістральних напрямках.